# 何其宗
何其宗（1943年3月—），四川省南充市营山县人，中共中央第十三、十四届中央候补委员，中国人民解放军前副总参谋长，中将军衔。

## 生平简介
1961年入伍，分配到54军130师警卫连任警卫员，参加了中印边境战争。1978年任11军31师93团副团长兼参谋长，在中越战争中因指挥出色升任团长。1980年选送解放军军事学院学习，毕业后历任31师参谋长、师长、副军长。1984年指挥者阴山防御作战，旋即升任14军军长。1985年升任副总参谋长（按副大军区级待遇），时年42岁。1988年恢复军衔制后授少将军衔，1990年授中将军衔。1992年调任南京军区副司令员，1999年退役，时年56岁。